# Affaire Fougeron
L'Affaire Fougeron, appelée aussi « l’affaire de la bombe atomique » par le procureur général de la Cour d'appel de Lyon, est une affaire politique, judiciaire, policière et artistique centrée sur les poursuites judiciaires contre l'affiche Il faut sauver la paix. L'œuvre est réalisée par le peintre communiste André Fougeron en 1948 et éditée par le Parti communiste français (PCF) pour dénoncer la course aux armements. Les poursuites s'étendront aux journaux qui choisissent de reproduire l'affiche et causeront la mort d'un militant du PCF, tué dans le dos par un policier en décembre 1948, au moment où il collait sur un mur un tract reproduisant l'affiche.

## Histoire
Au cours de l'année 1947, André Fougeron peint la toile Les Parisiennes au marché, ensuite exposée au Salon d'automne  le 24 septembre 1948. Les comptes-rendus de presse à Paris sont « relevés par les accents d'un scandale ». La plupart des critiques sont étonnés par un « sujet social en cette période marquée par la vie chère », tandis que d'autres critiques applaudissent au contraire son réalisme.
Un mois et demi après, un article-manifeste de Fougeron, « Le peintre à son créneau » publié dans le premier numéro, en décembre 1948, de La Nouvelle Critique, le propulse chef de file du « nouveau réalisme français » qui se veut dans la continuité de la peinture d'histoire à vocation sociale (Poussin, Le Nain, Courbet). Il s'engage alors dans la voie du réalisme socialiste. Fougeron réalise de nombreux dessins de presse pour des journaux communistes, comme L'Humanité, Ce soir, Les Lettres françaises. La CGT lui réservera en 1950 près d’un an de salaire pour créer une série sur les mineurs en passant un an à leurs côtés à Lens, dans le Pas-de-calais.
A la fin de l'exposition de 1948, Fougeron est convoqué au siège du PCF et chargé d'illustrer un slogan symbolisant l'euphorie présente lors de l'unité nationale de 1945-1946. Il propose l'image de la maternité, acceptée par le PCF après consultation des sections. L'affiche, qui montre une petite fille allongée sous une pluie de bombes atomiques, est interdite par le ministre de l'intérieur Jules Moch, une action en justice est intentée contre son auteur. Le 1er décembre, Louis Aragon organise une conférence de presse de soutien à la Mutualité et le 12 décembre 1948 le militant communiste André Houllier, ex-animateur du Comité local de Libération en 1944, est tué, dans le dos, par un policier n'étant pas en service, à Saint-Mandé, en région parisienne, au moment où il colle sur un mur un tract reproduisant cette affiche. Lors de ses obsèques, Aragon se penche vers Fougeron : « Tu sais maintenant ce que tu dois faire pour le prochain Salon d’automne ». Ces obsèques prennent une ampleur nationale, le 18 décembre 1948 à Saint-Mandé, suivies par une foule massive avec un grand nombre de drapeaux rouges, plusieurs portraits de lui et associations d'anciens combattants. Son meurtre fait suite à huit décès de militants lors de la Grève des mineurs de 1948, quelques jours plus tôt.
Fougeron est inculpé le 16 mai 1949 par le juge Jadin « pour avoir participé à une entreprise de démoralisation de l’armée et de la nation ayant pour objet de nuire à la défense nationale »,, et la censure étendue le lendemain à la « mise en vente, la distribution, la diffusion ou l'exposition de dessins, gravures, peintures, emblèmes ou images quelconques ». Un non-lieu sera prononcé le 23 septembre 1951. 
Fougeron répond immédiatement en peignant avec des couleurs sublimant le « Bleu blanc rouge », le tableau Hommage à André Houllier, dédié au militant qui collait son affiche, où elle apparaît en raison des dimensions de l'œuvre, 4 mètres de long, qui « domine la salle » consacrée à la peinture réaliste au Salon d'automne 1949, en s'inspirant du classique Jacques-Louis David, ce qui est contesté par de virulents comptes rendus de presse auxquels Fougeron répond dans Arts de France par l'article « Critique et autocritique ». En bas du tableau, le corps d'André Houllier rappelle celui de la petite fille de l'affiche.
Le ministre de l'intérieur Jules Moch s'investit tout particulièrement dans cette affaire. Près de deux cents informations contre X sont ouvertes, sur les instructions du Garde des Sceaux René Mayer, qui évoque le risque de nuire à la défense nationale. La diffusion de l’affiche dans les journaux communistes suscite aussi une demande de levée d’immunité de quatre députés communistes. Les poursuites visent par exemple Louis Mardon, directeur du quotidien La Voix de la patrie (quotidien), inculpé pour avoir publié une reproduction de cette affiche puis relaxé par le tribunal de Montpellier le 31 mai 1949. Ce jugement reconnaît d’une part, qu’une action pour la paix n’est pas nuisible à la défense nationale et que, d’autre part, il n'est plus possible de réprimer des actes individuels non rattachés à une action collective. La cour d’appel de Montpellier confirme très rapidement, par « l'arrêt Mardon » du 27 juillet 1949, qui entraîne la multiplication des relaxes pour les nombreux militants et journalistes de la presse communistes poursuivis en justice depuis des semaines .
L'arrêt Mardon déclenche par ailleurs une réflexion sur la définition et la doctrine juridique concernant les crimes d’atteintes à la sûreté de l’État, notion de base de la politique répressive des années 1940. Dans la foulée, le Garde des sceaux consulte les procureurs généraux à travers la France et leur demande des notes d’informations sur l’état des procédures pour le chef d’inculpation en cause. Celui d’Alger répond le 21 juin 1951, et rappelle que la doctrine exposée dans l’arrêt Mardon ne fait que revenir au contenu d'un rapport remis au président de la république le 9 avril 1940, le vide juridique entretenu ensuite pendant dix ans ayant facilité les mesures de répression.